# Morsko (województwo śląskie)
Morsko – wieś w Polsce położona w województwie śląskim, w powiecie zawierciańskim, w gminie Włodowice.
W końcu XVI wieku wieś znajdowała się w powiecie lelowskim województwa krakowskiego. Była wówczas własnością klasztoru kanoników regularnych we Mstowie. W latach 1975–1998 miejscowość administracyjnie należała do województwa częstochowskiego.
Między Morskiem a Podlesicami na skalistym wzgórzu znajdują się ruiny zamku, określanego w literaturze jako Morsko. Zamek, zwany w średniowieczu Bąkowcem, wzmiankują źródła po raz pierwszy w 1389 roku.

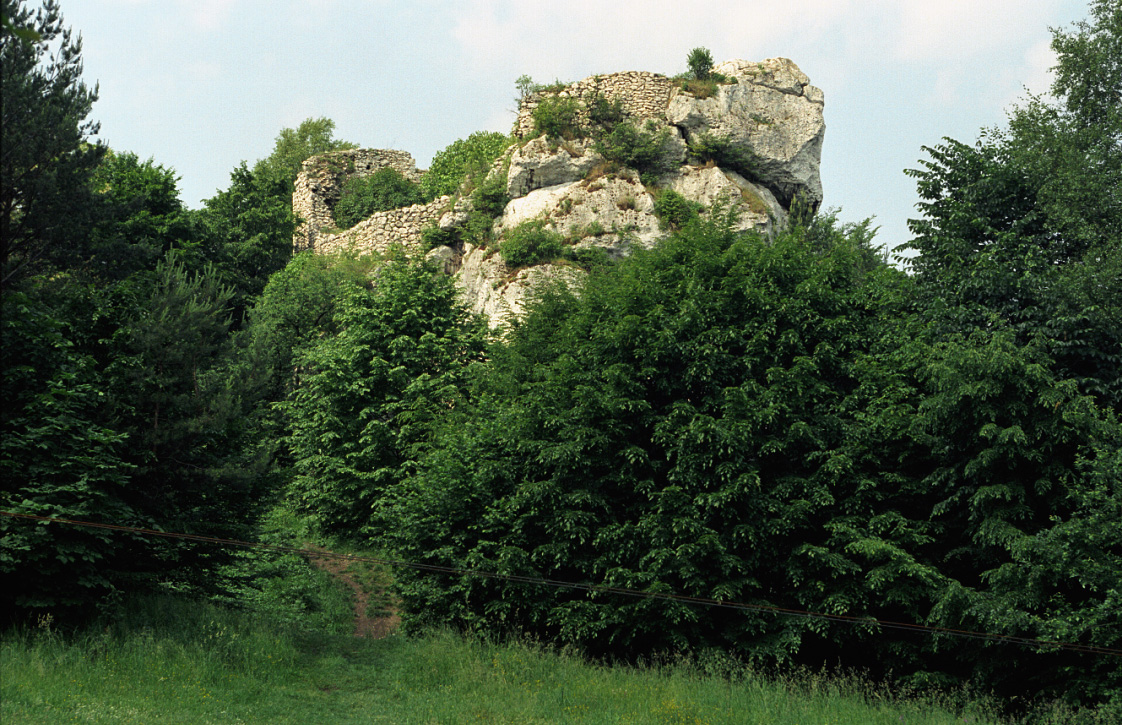
Pozostałości zamku Bąkowiec
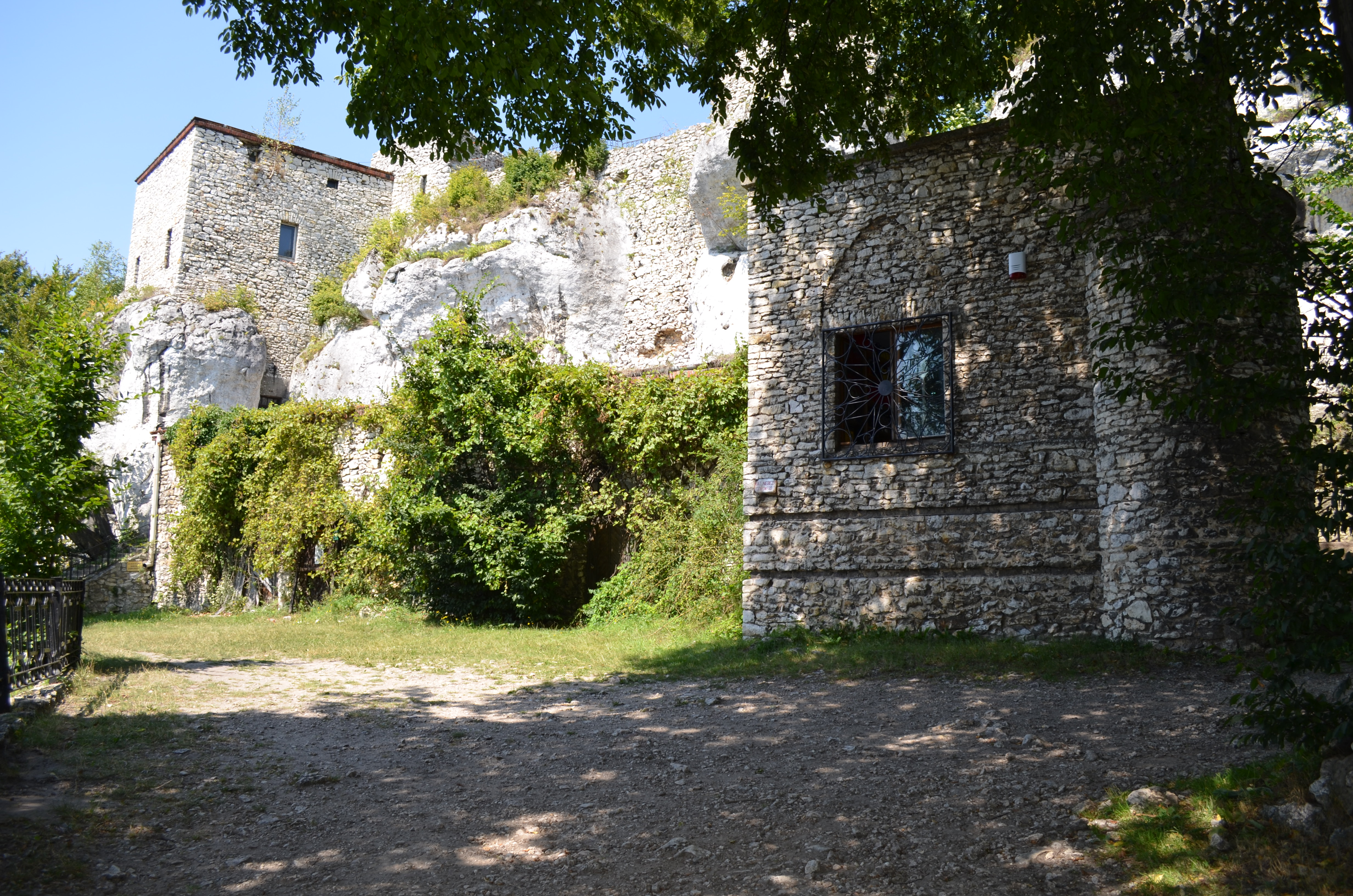
Dom mieszkalny przytykający do wzgórza zamkowego

Zamek wzniesiono z łamanego, miejscowego kamienia wapiennego. Zajmował on wydłużony wierzchołek skalistego wzgórza. Do obecnych czasów zachowały się fragmenty murów. Do południowego zbocza wzgórza zamkowego przytyka budynek mieszkalny, wzniesiony w latach 1923-1933 przez arch. Witolda Czeczotta-Danilewicza. Poniżej znajdują się współczesne zabudowania ośrodka wypoczynkowego "Morsko", wybudowanego jeszcze w XX w. przez Zabrzańskie Zakłady Przemysłu Węglowego (obecnie ogólnodostępnego).
Miejscowość jest lokalnym ośrodkiem turystyczno-wypoczynkowym, którego centrum stanowi wspomniany wyżej ośrodek wypoczynkowy (hotel, restauracja, kawiarnia), usytuowany ok. 2 km na północny wschód od centrum zabudowy wsi. Pod zamkiem znajduje się niewielki letni amfiteatr. Na północnym stoku wzgórza zamkowego znajduje się krótki stok narciarski z wyciągiem (w drugiej dekadzie XXI w. rzadko czynny z powodu niewystarczającej pokrywy śniegowej). W rejonie ośrodka i ruin zamku węzeł znakowanych szlaków turystycznych. Przebiegają tędy m.in. dwa długodystansowe szlaki piesze: czerwono  znakowany Szlak Orlich Gniazd oraz niebieski  Szlak Warowni Jurajskich.